# Андрес Масалі
Андрес Масалі (ісп. Andrés Mazali; 22 липня 1902, Монтевідео, Уругвай — 30 жовтня 1975, там же) — уругвайський футболіст, воротар.
Насамперед відомий виступами за національну збірну Уругваю. Перший південноамериканський воротар світового рівня.
У складі збірної — дворазовий олімпійський чемпіон та триразовий чемпіон Південної Америки. 
П'ятиразовий чемпіон Уругваю у складі «Насьйоналя».

## Клубна кар'єра
У дорослому футболі дебютував 1919 року виступами за команду «Насьйональ». Кольори цього клуба і захищав протягом усієї своєї кар'єри гравця, що тривала дванадцять років.  Більшість часу, проведеного у складі «Насьйоналя», був основним голкіпером команди.

## Виступи за збірну
На домашньому та переможному для уругвайців чемпіонаті Південної Америки 1923 року перебував у резерві національної команди.
1924 року дебютував в офіційних матчах у складі збірної Уругваю. Протягом кар'єри у національній команді, яка тривала 6 років, провів 21 матч і пропустив 20 голів.
Андрес Масалі — основний воротар команди на Олімпійських іграх 1924 та 1928 років, на яких Уругвай двічі здобув золоті нагороди. Цим турнірам ФІФА надало статус любительських чемпіонатів світу. 
Провів всі матчі на чемпіонаті Південної Америки 1924 року, який другий рік поспіль проводився в Монтевідео. Виграв другий титул континентального чемпіона.
На чемпіонатах Південної Америки 1926 року у Чилі та 1927 року у Перу перебував у запасі національної команди. На чилійському чемпіонаті виграв третій титул континентального чемпіона.
Основний воротар збірної на чемпіонаті Південної Америки 1929 року в Аргентині, здобув бронзові нагороди на турнірі.
Перебував у тренувальному таборі збірної перед чемпіонатом світу 1930, але за порушення дисципліни був виключений із її складу і в подальшому до неї не запрошувався.
Помер 30 жовтня 1975 року на 74-му році життя у місті Монтевідео.

## Титули і досягнення

### У складі збірної Уруграю
- Олімпійський чемпіон (2): 1924,  1928
- Чемпіон Південної Америки (3): 1923, 1924, 1926
- Срібний призер Чемпіонату Південної Америки: 1927
- Бронзовий призер Чемпіонату Південної Америки: 1929

### У складі збірної «Насьйоналя»
- Чемпіон Уругваю (5): 1919, 1920, 1922, 1923, 1924